# Васаби (фильм)
«Васа́би» (фр. Wasabi) — французский комедийный боевик 2001 года, снятый режиссёром Жераром Кравчиком по сценарию Люка Бессона.
Тэглайн: «Васаби — маленький кусочек горчицы, который ударит вам в нос» (фр. «Wasabi, la petite moutarde qui monte au nez»). В российский прокат фильм вышел с тэглайном: «Это покрепче горчицы».

## Сюжет
Юбер Фьорентини (Жан Рено) — эксцентричный французский полицейский, известный впечатляющими результатами. Юбер является отличным детективом, однако частенько применяет своеобразные методы борьбы с преступностью, угрожая задержанным, избивая их, грубо нарушая технику безопасности при переговорах. После того, как при задержании бандитов он бьет в лицо сына префекта округа, генерал принудительно отправляет Юбера в отпуск (по факту, отстраняя от дел, пока тот не решит свои проблемы, включая финансовые).
Юбер пытается отвлечься, пригласив в гости свою любовницу, но та уходит от него, так как детектив все ещё не оправился от давнего романа. 19 лет назад, во время службы в Японии, он был единственный раз в жизни по-настоящему влюблен в сотрудницу спецслужб Мико. Та без объяснения причин прекратила с ним отношения, и с тех пор Юбер так и не смог обзавестись семьей. Неожиданно из Токио Юберу звонит адвокат Мико, сообщая, что она скончалась.
Приехав на похороны, Юбер с изумлением обнаруживает, что у Мико и у него есть 19-летняя дочь Юми (Рёко Хиросуэ), которой через день исполнится 20 (то есть, девушка станет совершеннолетней). Юми не знает, что Юбер её отец, считая его другом матери, а настоящего отца негодяем, бросившим их обеих (в отместку она собирается сразу после совершеннолетия начать криминальную карьеру и найти его). Перед кремацией Мико Юбер обнаруживает, что та явно умерла не от рака и не своей смертью, и начинает расследование, подключив бывшего коллегу Момо. Кроме того, он узнает, что на счету у Юми (о чём та не знает) лежит более 200 миллионов долларов, которые никто не сможет получить, кроме неё самой — и только после совершеннолетия.
Постепенно сблизившись с Юми (та быстро понимает, что Юбер на самом деле полицейский) и приближаясь к разгадке смерти Мико, Юбер наконец узнает, что та работала под прикрытием в мафиозном клане якудза с целью добраться до его главы по кличке «Зебра» и, чтобы защитить и Юбера, и Юми, стерла всю свою «официальную» биографию. Похитив у мафии накопленные деньги, Мико в итоге была убита. Теперь якудза разыскивают её дочь, а защитить её сможет только Юбер.
После встречи с Зеброй, во время которой Юми узнает, что она дочь Юбера, а сам Юбер едва не погибает, он собирает всех сослуживцев Момо и устраивает засаду в банке. Решив не сдаваться, Зебра стреляет в Юбера, но погибает сам. Помирившись с дочерью, Юбер возвращается во Францию, обещая ей вскоре увидеться вновь.

## В ролях
| Актёр         | Роль              |
| ------------- | ----------------- |
| Жан Рено      | Юбер Фьорентини   |
| Рёко Хиросуэ  | Юми               |
| Мишель Мюллер | Момо              |
| Кароль Буке   | Софи              |
| Ёси Оида      | Таканава          |
| Кинсиро Ояма  | японский комиссар |

## Русский дубляж
- На русский язык фильм был дублирован студией «Мосфильм-Мастер» в 2002 году. Режиссёр дубляжа — Леонид Белозорович.

Роли дублировали:
| Актёр дубляжа     | Роль              |
| ----------------- | ----------------- |
| Игорь Тарадайкин  | Юбер Фьорентини   |
| Жанна Никонова    | Юми               |
| Алексей Колган    | Момо              |
| Анна Каменкова    | Софи              |
| Рогволд Суховерко | Таканава          |
| Олег Куценко      | японский комиссар |

Остальные роли: Рудольф Панков, Дмитрий Филимонов, Вадим Андреев, Вячеслав Баранов, Леонид Белозорович, Юрий Маляров, Александр Груздев и Павел Сметанкин.

## Критика
На сайте Rotten Tomatoes фильм имеет 43 % свежести со средней оценкой 5,1/10 на основе 42 рецензий. Критический консенсус гласит: «Усилий Жана Рено не достаточно, чтобы добавить драматический балласт всплескам кинетического, но разочаровывающе пустого экшена „Васаби“». На Metacritic рейтинг фильма составляет 53/100 на основе 15 рецензий, что соответствует статусу «смешанные или средние отзывы».